# (6127) Hetherington
(6127) Hetherington est un astéroïde de la ceinture principale.

## Description
(6127) Hetherington est un astéroïde de la ceinture principale. Il fut découvert le 25 avril 1989 à l'observatoire Palomar par Eleanor Francis Helin. Il présente une orbite caractérisée par un demi-grand axe de 2,60 UA, une excentricité de 0,15 et une inclinaison de 13,8° par rapport à l'écliptique.

## Compléments